# Thesium nudicaule
Thesium nudicaule är en sandelträdsväxtart som beskrevs av Arthur William Hill. Thesium nudicaule ingår i släktet spindelörter, och familjen sandelträdsväxter. Inga underarter finns listade i Catalogue of Life.